# سيرجيو سوليما
سيرجيو سوليما (17 أبريل 1921 - 1 يوليو 2015) هو كان مخرج أفلام إيطالي.

## روابط خارجية
- سيرجيو سوليما على موقع IMDb (الإنجليزية)
- سيرجيو سوليما على موقع ألو سيني (الفرنسية)
- سيرجيو سوليما على موقع أول موفي (الإنجليزية)
- سيرجيو سوليما على موقع قاعدة بيانات الأفلام السويدية (السويدية)
- سيرجيو سوليما على موقع ديسكوغز (الإنجليزية)
- سيرجيو سوليما على موقع قاعدة بيانات الفيلم (الإنجليزية)
- سيرجيو سوليما على موقع كينوبويسك (الروسية)